# Cleòpatra (filla de Bòreas)
Segons la mitologia grega, Cleòpatra (grec antic Κλεοπάτρα), fou filla de Bòreas i d'Oritia, i germana de Quíone i de Zetes i Càlais, els Borèades.
Es casà amb Fineu, rei de Tràcia, i fou mare de Plexip i de Pandíon. Cleòpatra va ser tancada a la presó pel seu marit i els seus fills van ser cegats, mentre Fineu prenia una segona esposa, Idea, filla de Dàrdan. Però els argonautes van arribar per a alliberar-la i van matar Fineu, segons una versió de la llegenda.